# Anthenay
Anthenay (prononcé [ɑ̃tənɛ]) est une commune française, située dans le département de la Marne en région Grand Est.

## Géographie

### Localisation
Anthenay se trouve à l'ouest du département de la Marne, en région Grand Est. Elle appartient à la région agricole du Tardenois.
La commune s'étend sur une superficie de 664 hectares. Sur son territoire, l'altitude varie de 111 à 233 mètres. Au centre de la commune, le relief est marqué par le plateau de Nogent, délimité par le Ru de Vandières au sud et la Brandouille à l'ouest. Au nord, le massif de la Montagne, culminant à 211 mètres, est partagé avec la commune de Villers-Agron-Aiguizy.
Par la route, Anthenay se situe à 74 km de Châlons-en-Champagne, préfecture du département, à 31 km de Reims, sous-préfecture, et à 13 km de Dormans, bureau centralisateur du canton de Dormans-Paysages de Champagne dont dépend Anthenay depuis 2015. La commune fait en outre partie du bassin de vie de Dormans.
Anthenay est limitrophe de 6 communes :
|              | Villers-Agron-Aiguizy |                                |
| Passy-Grigny | Anthenay              | Olizy                          |
|              | Vandières             | Châtillon-sur-Marne et Cuisles |

### Hydrographie
La commune est dans la région hydrographique « la Seine de sa source au confluent de l'Oise (exclu) » au sein du bassin Seine-Normandie. Elle est drainée par la Brandouille et le ru de Vandières,.

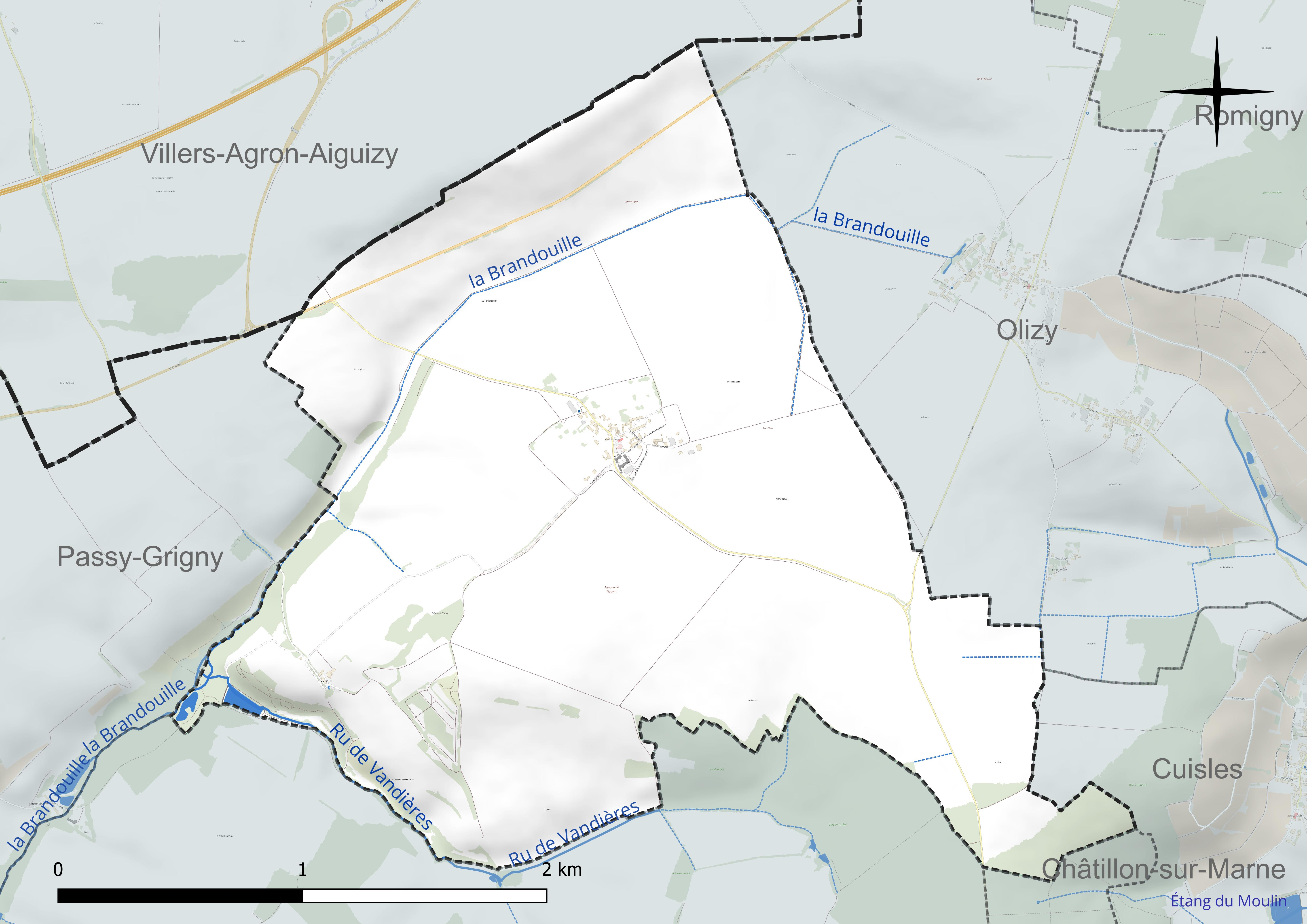
Réseau hydrographique d'Anthenay.

### Climat
Pour des articles plus généraux, voir Climat du Grand Est et Climat de la Marne.
En 2010, le climat de la commune est de type climat océanique dégradé des plaines du Centre et du Nord, selon une étude du Centre national de la recherche scientifique s'appuyant sur une série de données couvrant la période 1971-2000. En 2020, Météo-France publie une typologie des climats de la France métropolitaine dans laquelle la commune est exposée à un climat océanique altéré et est dans la région climatique Nord-est du bassin Parisien, caractérisée par un ensoleillement médiocre, une pluviométrie moyenne régulièrement répartie au cours de l’année et un hiver froid (3 °C).
Pour la période 1971-2000, la température annuelle moyenne est de 10,6 °C, avec une amplitude thermique annuelle de 15,8 °C. Le cumul annuel moyen de précipitations est de 768 mm, avec 12,2 jours de précipitations en janvier et 8,1 jours en juillet. Pour la période 1991-2020, la température moyenne annuelle observée sur la station météorologique de Météo-France la plus proche, « Chambrecy-Civc », sur la commune de Chambrecy à 8 km à vol d'oiseau, est de 10,7 °C et le cumul annuel moyen de précipitations est de 734,0 mm. 
La température maximale relevée sur cette station est de 40,3 °C, atteinte le 25 juillet 2019 ; la température minimale est de −22,1 °C, atteinte le 17 janvier 1985,,.
Les paramètres climatiques de la commune ont été estimés pour le milieu du siècle (2041-2070) selon différents scénarios d'émission de gaz à effet de serre à partir des nouvelles projections climatiques de référence DRIAS-2020. Ils sont consultables sur un site dédié publié par Météo-France en novembre 2022.

## Urbanisme

### Typologie
Au 1er janvier 2024, Anthenay est catégorisée commune rurale à habitat dispersé, selon la nouvelle grille communale de densité à sept niveaux définie par l'Insee en 2022.
Elle est située hors unité urbaine. Par ailleurs la commune fait partie de l'aire d'attraction de Reims, dont elle est une commune de la couronne,. Cette aire, qui regroupe 294 communes, est catégorisée dans les aires de 200 000 à moins de 700 000 habitants,.

### Occupation des sols
L'occupation des sols de la commune, telle qu'elle ressort de la base de données européenne d’occupation biophysique des sols Corine Land Cover (CLC), est marquée par l'importance des territoires agricoles (95,8 % en 2018), une proportion identique à celle de 1990 (95,8 %). La répartition détaillée en 2018 est la suivante :
terres arables (83,8 %), zones agricoles hétérogènes (11,9 %), forêts (4,2 %). L'évolution de l’occupation des sols de la commune et de ses infrastructures peut être observée sur les différentes représentations cartographiques du territoire : la carte de Cassini (XVIIIe siècle), la carte d'état-major (1820-1866) et les cartes ou photos aériennes de l'IGN pour la période actuelle (1950 à aujourd'hui).

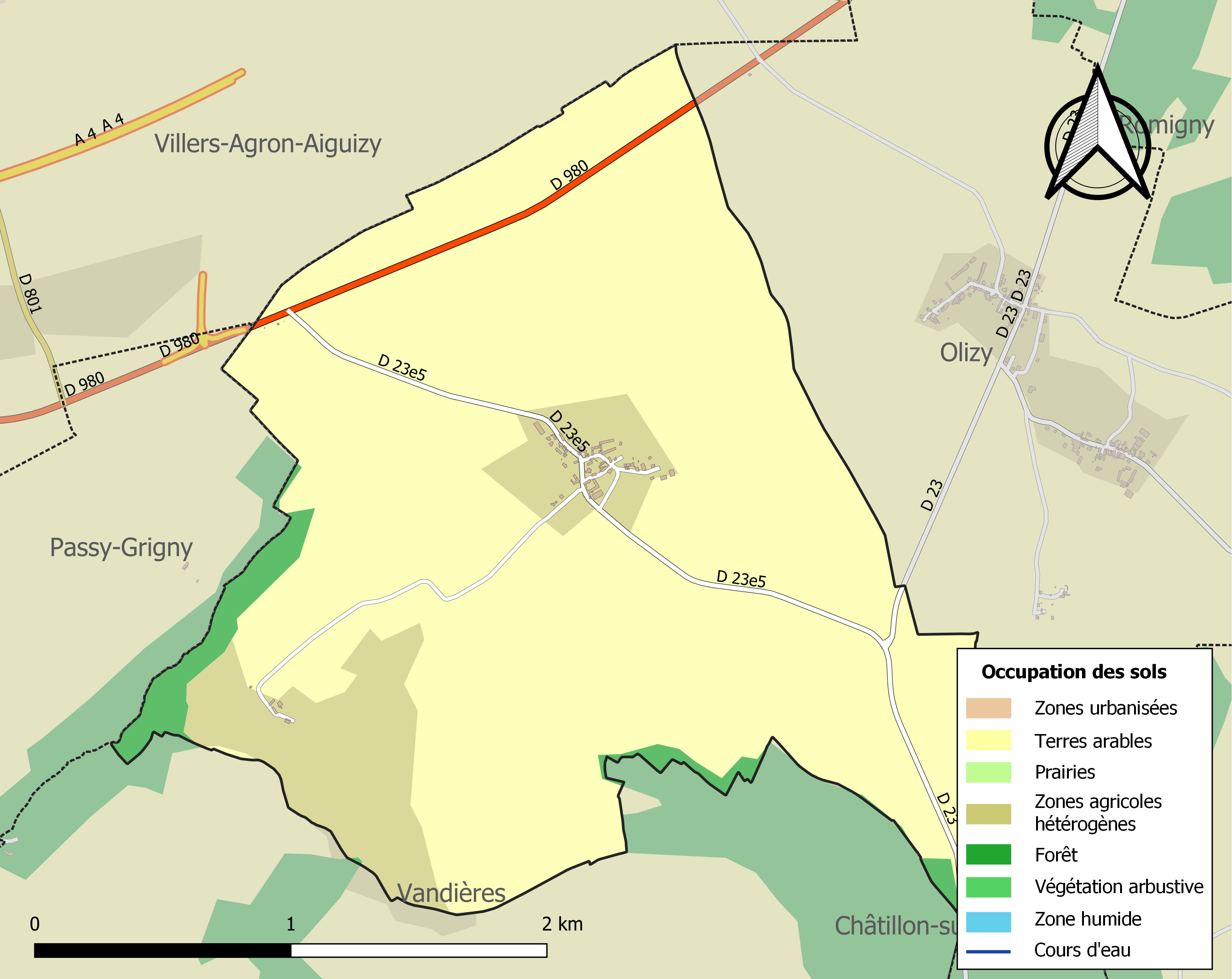
Carte des infrastructures et de l'occupation des sols de la commune en 2018 (CLC).

## Toponymie
Anthenaïum, Antenacuum puis sous l’Ancien Régime et la Révolution, le nom de la commune s’orthographiait Antenay.

## Histoire
On trouve une première mention dans une lettre d'Hincmar, dans les annales de saint-Bertin, du 9 octobre 876 ; puis sur un compte de décimes de l'église de Reims de 1306. Au XIXe siècle, il passe du diocèse de Soissons à celui de Reims et au département de la Marne. Sous l'Ancien Régime, il dépendait de la généralité de Château-Thierry et de la coutume de Vitry. Anthenay était un lieu de combats pendant la guerre 1914-1918 en 1914 et en 1918. Il y avait un cimetière de guerre à Anthenay. Les tombes ont été transférées à la nécropole nationale de Dormans.
La commune est décorée de la Croix de guerre 1914-1918 le 30 mai 1921.

## Politique et administration

### Intercommunalité
La commune, antérieurement membre de la communauté de communes du Châtillonnais, est membre, depuis le 1er janvier 2014, de la communauté de communes Ardre et Châtillonnais.
En effet, conformément au schéma départemental de coopération intercommunale de la Marne du 15 décembre 2011, cette communauté de communes Ardre et Châtillonnais est issue de la fusion, au 1er janvier 2014, de la communauté de communes du Châtillonnais et de la communauté de communes Ardre et Tardenois,

### Liste des maires
| Période                                  | Période                      | Identité         | Étiquette | Qualité                          |
| ---------------------------------------- | ---------------------------- | ---------------- | --------- | -------------------------------- |
| Les données manquantes sont à compléter. |                              |                  |           |                                  |
| avant 1874                               | après 1876                   | Brognon          |           |                                  |
| 1879                                     |                              | Hédouin          |           |                                  |
| 2003                                     | En cours (au 4 juillet 2014) | Claudine Bernier |           | Réélue pour le mandat 2014-2020, |

## Équipements et services publics

### Eau et déchets
Par convention entre le Grand Reims et la communauté de communes des Paysages de la Champagne, les habitants d'Anthenay ont accès à la déchèterie de Châtillon-sur-Marne, après création d'une carte d'accès.

### Justice, sécurité et secours
Du point de vue judiciaire, Anthenay relève du conseil de prud'hommes, du tribunal de commerce, du tribunal judiciaire, du tribunal paritaire des baux ruraux et du tribunal pour enfants de Reims, dans le ressort de la cour d'appel de Reims. Pour le contentieux administratif, la commune dépend du tribunal administratif de Châlons-en-Champagne et de la cour administrative d'appel de Nancy.
Anthenay est située en secteur Gendarmerie nationale et dépend de la brigade de Châtillon-sur-Marne.
En matière d'incendie et de secours, le centre d'incendie et de secours le plus proche est celui de Romigny, dépendant du Service départemental d'incendie et de secours (SDIS) de la Marne.

## Démographie
L'évolution du nombre d'habitants est connue à travers les recensements de la population effectués dans la commune depuis 1793. Pour les communes de moins de 10 000 habitants, une enquête de recensement portant sur toute la population est réalisée tous les cinq ans, les populations de référence des années intermédiaires étant quant à elles estimées par interpolation ou extrapolation. Pour la commune, le premier recensement exhaustif entrant dans le cadre du nouveau dispositif a été réalisé en 2005.

En 2022, la commune comptait 71 habitants, en stagnation par rapport à 2016 (Marne : −1,19 %, France hors Mayotte : +2,11 %).
| 1793 | 1800 | 1806 | 1821 | 1831 | 1836 | 1841 | 1846 | 1851 |
| ---- | ---- | ---- | ---- | ---- | ---- | ---- | ---- | ---- |
| 149  | 148  | 150  | 123  | 140  | 156  | 154  | 133  | 135  |

| 1856 | 1861 | 1866 | 1872 | 1876 | 1881 | 1886 | 1891 | 1896 |
| ---- | ---- | ---- | ---- | ---- | ---- | ---- | ---- | ---- |
| 122  | 135  | 126  | 119  | 135  | 126  | 115  | 120  | 133  |

| 1901 | 1906 | 1911 | 1921 | 1926 | 1931 | 1936 | 1946 | 1954 |
| ---- | ---- | ---- | ---- | ---- | ---- | ---- | ---- | ---- |
| 137  | 159  | 142  | 104  | 102  | 115  | 111  | 118  | 102  |

| 1962 | 1968 | 1975 | 1982 | 1990 | 1999 | 2005 | 2006 | 2010 |
| ---- | ---- | ---- | ---- | ---- | ---- | ---- | ---- | ---- |
| 77   | 60   | 44   | 45   | 52   | 52   | 58   | 56   | 76   |

| 2015 | 2020 | 2022 | - | - | - | - | - | - |
| ---- | ---- | ---- | - | - | - | - | - | - |
| 70   | 72   | 71   | - | - | - | - | - | - |

## Culture locale et patrimoine

### Lieux et monuments

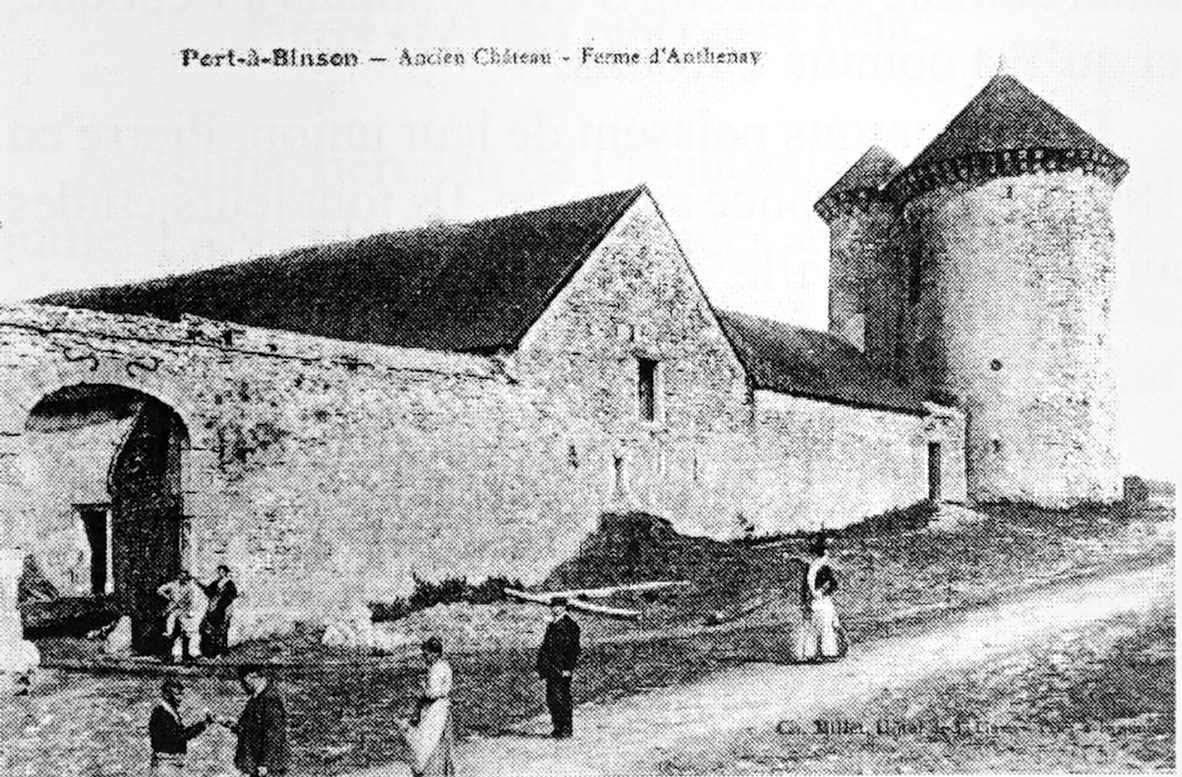
La ferme du château.

- L'église Saint-Symphorien d'Anthenay fait partie du circuit des églises romanes du Tardenois. Il y est également fait état d'une date de 1550. En l'église se trouve une pierre tumulaire avec une blason en chef, un chevron et trois roses, deux un, encadré de deux hercules tenant un massue. Une inscription : « Hic secundum christian...expectat Adrianus Barillo...qui natalium dign...Christianaru VII...addidit orna...vixit...fratre primogenito filios et H...Antonium et Johannem vere...qui obiit die octobris MDCVII requies cat in pace ».
- Les tours d'Anthenay. Au dessus d'une fenêtre se trouve un blason avec indication de la date 1603 et avec la devise « Sat cito si sat bene » : c'est toujours assez tôt si c'est bien.
- Le monument aux morts qui commémore six militaires morts pour la France pendant la guerre 1914-1918.